# Švédsko na Letních olympijských hrách 1912
Švédsko na Letních olympijských hrách 1912 v Stockholmu reprezentovalo 444 sportovců, z toho 421 mužů a 23 žen. Nejmladším účastníkem byla Greta Carlsson (14 let, 1 den), nejstarší pak Oscar Swahn (64 let, 258 dní). Reprezentanti vybojovali 65 medailí, z toho 24 zlatých, 24 stříbrných a 17 bronzových.

## Medailisté
| Medaile | Jméno | Sport                | Disciplína                                           |
| ------- | --- | -------------------- | ---------------------------------------------------- |
| Zlato   | Hjalmar Andersson John Eke Josef Ternström | Atletika             | Družstvo mužů přespolní běh                          |
| Zlato   | Hugo Wieslander | Atletika             | Muži desetiboj                                       |
| Zlato   | Eric Lemming | Atletika             | Muži hod oštěpem                                     |
| Zlato   | Gustaf Lindblom | Atletika             | Muži trojskok                                        |
| Zlato   | Erik Friborg Ragnar Malm Axel Persson Algot Lönn | Cyklistika           | Družstvo mužů - hromadný start                       |
| Zlato   | Erik Adlerz | Skoky do vody        | Muži věž 10 m                                        |
| Zlato   | Greta Johanssonová | Skoky do vody        | Ženy věž 10 m                                        |
| Zlato   | Erik Adlerz | Skoky do vody        | Muži věž (5 a 10 m)                                  |
| Zlato   | Carl Bonde | Jezdectví            | Jednotlivci - drezura                                |
| Zlato   | Axel Nordlander | Jezdectví            | Jednotlivci - všestrannost                           |
| Zlato   | Axel Nordlander Nils Adlercreutz Ernst Casparsson Henric Horn af Åminne | Jezdectví            | všestrannost - družstvo                              |
| Zlato   | Gustaf Lewenhaupt Gustaf Kilman Hans von Rosen Fredrik Rosencrantz | Jezdectví            | skoky - družstvo                                     |
| Zlato   | Per Bertilsson Carl-Ehrenfried Carlberg Nils Granfelt Curt Hartzell Oswald Holmberg Anders Hylander Axel Janse Boo Kullberg Sven Landberg Per Nilsson Benkt Norelius Axel Norling Daniel Norling Sven Rosén Nils Silfverskiöld Carl Silfverstrand John Sörenson Yngve Stiernspetz Carl-Erik Svensson Karl Johan Svensson Knut Torell Edward Wennerholm Claes Wersäll David Wiman | Sportovní gymnastika | Družstvo mužů                                        |
| Zlato   | Gösta Lilliehöök | Moderní pětiboj      | Muži jednotlivci                                     |
| Zlato   | Carl Hellström Erik Wallerius Harald Wallin Humbert Lundén Herman Nyberg Harry Rosenswärd Paul Isberg Filip Ericsson | Jachting             | Muži třída 10 m class                                |
| Zlato   | Åke Lundeberg | Sportovní střelba    | Muži 100 m běžící jelen, dvojitá střelba             |
| Zlato   | Alfred Swahn | Sportovní střelba    | Muži 100 m běžící jelen, jednotlivá střelba          |
| Zlato   | Alfred Swahn Oscar Swahn Åke Lundeberg Per-Olof Arvidsson | Sportovní střelba    | Družstvo mužů 100 m běžící jelen, jednotlivá střelba |
| Zlato   | Johan Hübner von Holst Eric Carlberg Vilhelm Carlberg Gustaf Boivie | Sportovní střelba    | Družstvo mužů 25 m malá puška                        |
| Zlato   | Vilhelm Carlberg | Sportovní střelba    | Muži 25 m malá puška                                 |
| Zlato   | Eric Carlberg Vilhelm Carlberg Johan Hübner von Holst Paul Palén | Sportovní střelba    | Družstvo mužů 30 m vojenská pistole                  |
| Zlato   | Mauritz Eriksson Hugo Johansson Erik Blomqvist Carl Björkman Bernhard Larsson Gustaf Jonsson | Sportovní střelba    | Družstvo mužů volná puška                            |
| Zlato   | Arvid Andersson Adolf Bergman Johan Edman Erik Algot Fredriksson Carl Jonsson Erik Larsson August Gustafsson Herbert Lindström | Přetahování lanem    | družstvo mužů                                        |
| Zlato   | Claes Johansson | Zápas                | muži řecko-římský ve střední váze                    |
| Stříbro | Thorild Ohlsson Ernst Wide Bror Fock Nils Frykberg John Zander | Atletika             | Družstvo mužů 3000 m                                 |
| Stříbro | Ivan Möller Charles Luther Ture Person Knut Lindberg | Atletika             | Muži štafeta 4 × 100 m                               |
| Stříbro | Hjalmar Andersson | Atletika             | Muži přespolní běh                                   |
| Stříbro | Charles Lomberg | Atletika             | Muži desetiboj                                       |
| Stříbro | Georg Åberg | Atletika             | Muži trojskok                                        |
| Stříbro | Lisa Regnellová | Skoky do vody        | Ženy věž 10 m                                        |
| Stříbro | Hjalmar Johansson | Skoky do vody        | Muži věž (5 a 10 m)                                  |
| Stříbro | Gustaf Adolf Boltenstern | Jezdectví            | Jednotlivci - drezura                                |
| Stříbro | Gösta Åsbrink | Moderní pětiboj      | Muži jednotlivci                                     |
| Stříbro | Ture Rosvall William Bruhn-Möller Conrad Brunkman Herman Dahlbäck Wilhelm Wilkens | Veslování            | Muži gigové čtyřky s kormidelníkem                   |
| Stříbro | Nils Persson Hugo Clason Richard Sällström Nils Lamby Kurt Bergström Dick Bergström Erik Lindqvist Per Bergman Sigurd Kander Folke Johnson | Jachting             | Muži třída 12 m class                                |
| Stříbro | Bengt Heyman Emil Henriques Herbert Westermark Nils Westermark Alvar Thiel | Jachting             | Muži třída class                                     |
| Stříbro | Edward Benedicks | Sportovní střelba    | Muži 100 m běžící jelen, dvojitá střelba             |
| Stříbro | Åke Lundeberg | Sportovní střelba    | Muži 100 m běžící jelen, jednotlivá střelba          |
| Stříbro | Paul Palén | Sportovní střelba    | Muži 25 m rychlopalná pistole                        |
| Stříbro | Johan Hübner von Holst | Sportovní střelba    | Muži 25 m malá puška                                 |
| Stříbro | Georg de Laval Eric Carlberg Vilhelm Carlberg Erik Boström | Sportovní střelba    | Družstvo mužů 50 m vojenská pistole                  |
| Stříbro | Arthur Nordenswan Eric Carlberg Ruben Örtegren Vilhelm Carlberg | Sportovní střelba    | Družstvo mužů 50 m malá puška                        |
| Stříbro | Thor Henning | Plavání              | Muži 400 m prsa                                      |
| Stříbro | Carl Kempe Gunnar Setterwall | Tenis                | Muži čtyřhra v hale                                  |
| Stříbro | Sigrid Ficková Gunnar Setterwall | Tenis                | Smíšená čtyřhra                                      |
| Stříbro | Torsten Kumfeldt Harald Julin Max Gumpel Robert Andersson Pontus Hanson Vilhelm Andersson Erik Bergqvist | Vodní polo           | turnaj mužů                                          |
| Stříbro | Gustaf Malmström | Zápas                | muži řecko-římský v lehké váze                       |
| Stříbro | Anders Ahlgren | Zápas                | muži řecko-římský v lehké těžké váze                 |
| Bronz   | John Eke | Atletika             | Muži přespolní běh                                   |
| Bronz   | Gosta Holmer | Atletika             | Muži desetiboj                                       |
| Bronz   | Emil Magnusson | Atletika             | Muži hod diskem - obouruč                            |
| Bronz   | Georg Åberg | Atletika             | Muži skok do dálky                                   |
| Bronz   | Bertil Uggla | Atletika             | Muži skok o tyči                                     |
| Bronz   | Erik Almlöf | Atletika             | Muži trojskok                                        |
| Bronz   | Gustaf Blomgren | Skoky do vody        | Muži věž 10 m                                        |
| Bronz   | John Jansson | Skoky do vody        | Muži věž (5 a 10 m)                                  |
| Bronz   | Hans von Blixen-Finecke | Jezdectví            | Jednotlivci - drezura                                |
| Bronz   | Georg de Laval | Moderní pětiboj      | Muži jednotlivci                                     |
| Bronz   | Eric Sandberg Harald Sandberg Otto Aust | Jachting             | Muži třída 6 m class                                 |
| Bronz   | Oscar Swahn | Sportovní střelba    | Muži 100 m běžící jelen, dvojitá střelba             |
| Bronz   | Johan Hübner von Holst | Sportovní střelba    | Muži 25 m rychlopalná pistole                        |
| Bronz   | Gideon Ericsson | Sportovní střelba    | Muži 25 m malá puška                                 |
| Bronz   | Mauritz Eriksson Werner Jernström Tönnes Björkman Carl Björkman Bernhard Larsson Hugo Johansson | Sportovní střelba    | Družstvo mužů vojenská puška                         |
| Bronz   | Sigrid Ficková Gunnar Setterwall | Tenis                | Smíšená čtyřhra v hale                               |
| Bronz   | Edvin Mattiasson | Zápas                | muži řecko-římský v lehké váze                       |